# Maria Niangi
Maria Niangi, née le 25 août 1993, est une judokate angolaise. Elle a remporté une médaille d'or, une d'argent et deux de bronze aux Championnats d'Afrique de judo.

## Carrière
Maria Niangi remporte la médaille de bronze dans la catégorie des moins de 70 kg aux Championnats d'Afrique de judo 2022 à Oran.
En 2023, elle est médaillée d'argent dans la catégorie des moins de 70 kg aux championnats d'Afrique à Casablanca.
Elle remporte la médaille d'or dans la catégorie des moins de 70 kg aux championnats d'Afrique 2024 au Caire, assurant une qualification pour les Jeux olympiques de 2024 à Paris ; elle est aussi médaillée de bronze par équipe mixte dans ces championnats.
Elle se voit finalement retirer la qualification aux Jeux olympiques en raison d'un test antidopage positif.